# Американска норка
Американска норка, или визон (на латински: Neovison vison) е северноамерикански хищник от семейство Порови, единствен представител на род американски норки (Vision).
Американските норки боледуват от коронавирусна болест 2019 и могат да предават инфекцията на хора, и на други животни.

## Физическа характеристика
Външно прилича на европейската норка, но има по големи размери (дължина на тялото – до 50 см., тегло – до 2 кг, дължина на опашката – до 25 см.).
След 1933 г. е аклиматизирана на територията на бившия СССР и Северна Европа.

## Класификация
Дълго време видът се смята за близък до европейската норка, но последните изследвания показват, че американските норки са близки до рода Златки (Martes), докато европейските са близки до рода Mustela. По тази причина учените отделят американската норка в отделен род – Neovison.